# Calamba
Calamba – miasto na Filipinach położone w regionie CALABARZON, w prowincji Laguna, około 54 km na południe od Manili. Ośrodek administracyjny prowincji Laguna. W 2010 roku jego populacja liczyła 389 377 mieszkańców.
19 czerwca 1861 roku urodził się w tym mieście filipiński bohater narodowy José Rizal (stracony w Manili 30 grudnia 1896 roku).

## Współpraca
- Makati, Filipiny
- Litomierzyce, Czechy
- Walnut, Stany Zjednoczone
- Wilhelmsfeld, Niemcy
- Guri, Korea Południowa
- Geumcheon, Korea Południowa